# Tijmen Graat
Tijmen Graat (født 10. januar 2003 i Maashees) er en cykelrytter fra Holland, der er på kontrakt hos Team Visma | Lease a Bike.

## Karriere
Efter en ankelskade tvang Tijmen Graat til at stoppe med at spille fodbold, begyndte han i 2019 at cykle hos klubben TWC Noord-Limburg. Her viste han hurtigt gode evner, og skiftede fra starten af 2021 til udviklingsholdet Streetjump-Forte Development. Mens han kørte for Streetjump blev han af Team Jumbo-Visma inviteret til flere tests, og det resulterede i, at han fra 2022 fik kontrakt med deres talenthold Jumbo-Visma Development Team.